# Grupo Dalma
O Grupo Dalma, ou Grupo D'Alma, foi um trio brasileiro de violonistas, formado no final da década de 1970, cuja formação mesclava o clássico com o jazz.

## História
O primeiro disco, lançado em 1979, "A quem interessar possa", impulsionou a carreira do grupo, que em 1981 gravou o LP "D'Alma". No ano de 1983 pela gravadora Som da Gente, lançou o LP "Grupo D'Alma".  Em seguida o grupo participou de eventos como o II Festival Internacional de Jazz de São Paulo (1980) e o Free Jazz Festival (1986).
A crítica admirava o apuro técnico e interpretativo.

## Formação
André Geraissati, Ulisses Rocha, Rui Saleme, Mozart Melo e Cândido Penteado fizeram parte da formação do grupo em momentos diferentes.

## Álbums
- A Quem Interessar Possa (1979)
- D'Alma (1981)
- Grupo D'Alma (1983)